# Île-de-France
För andra betydelser, se Île-de-France (olika betydelser).
Île-de-France (franskt uttal: [il də fʁɑ̃s]
 ( lyssna)) är en fransk region. Den utgörs av åtta departement, varav staden Paris intar en särskilt framträdande roll. Sedan medeltiden har Île-de-France varit säte för den franska kungamakten och därefter för republikens institutioner. Île-de-France hade cirka 12,26 miljoner invånare (2019), på en yta av 12 012 km². Detta gör regionen till den mest folkrika i Frankrike.

## Demografi
Regionen är centrerad runt Paris. Den härbärgerar en femtedel av Frankrikes befolkning och är landets mest tätbefolkade region.
Île-de-France består av åtta departement centrerade runt Paris. Runt staden finns en inre ring, petite couronne, bestående av tre departement och utanför dessa en yttre ring, grande couronne, av fyra departement.
Större delen av regionen består av "Storparis" (franska: aire urbaine de Paris), det vill säga av staden samt pendlarbältet (franska pôle urbain och couronne périurbaine). Även om större delen av Storparis ligger inom regionen sträcker den sig också bitvis utanför.
| Nummer | Departement       | Huvudort   | Yta (i km²) | Invånare (2019) | Invånare per km² |
| ------ | ----------------- | ---------- | ----------- | --------------- | ---------------- |
| 75     | Paris             | Paris      | 105         | 2 165 423       | 20 545           |
| 77     | Seine-et-Marne    | Melun      | 5 915       | 1 421 197       | 240              |
| 78     | Yvelines          | Versailles | 2 284       | 1 448 207       | 634              |
| 91     | Essonne           | Évry       | 1 804       | 1 301 659       | 721              |
| 92     | Hauts-de-Seine    | Nanterre   | 176         | 1 624 357       | 9 250            |
| 93     | Seine-Saint-Denis | Bobigny    | 236         | 1 644 903       | 6 964            |
| 94     | Val-de-Marne      | Créteil    | 245         | 1 407 124       | 5 743            |
| 95     | Val-d'Oise        | Cergy      | 1 246       | 1 249 674       | 1 003            |